# سلفادور ماركيز
سلفادور ماركيز (بالإسبانية: Salvador Márquez)‏ (24 ديسمبر 1950 بالمكسيك - ) هو لاعب كرة قدم مكسيكي في مركز الدفاع، شارك في الألعاب الأولمبية الصيفية 1972. ولعب مع نادي غوادالاخارا.

## وصلات خارجية
- سلفادور ماركيز على موقع عالم كرة القدم.نت (الإنجليزية)
- سلفادور ماركيز على موقع أوليمبيديا (الإنجليزية)